# Brauerei Wasserburger
Die Brauerei Wasserburger war eine Brauerei in Dingolfing.

## Geschichte
Die Brauerei wurde 1859 von einem Mitglied der Familie Wasserburger gekauft. Noch nach der Jahrtausendwende prägten die zahlreichen zur Brauerei gehörenden Gasthöfe Dingolfing und den gesamten Altlandkreis Dingolfing städtebaulich und kulturell. 
Die Brauerei wurde mit 30. Juni 2022 geschlossen.

## Produkte
Biersorten
Pils, Zwickl, Urtyp Hell, Radler, Altbayern Dunkel, Weißbier, Weißbier Dunkel, Leichte Weiße, Tassilator, Festbier, Kirta-Halbe, Jubilar, Weihnachtsbier, Schwarzer Fünfer
Die Benennung des Doppelbocks Tassilator bezieht sich auf Herzog Tassilo III., der in Verbindung mit der Geschichte der Stadt Dingolfing steht.
Alkoholfreie Getränke
Wasserburger hatte neben Bier auch Soft-Getränke wie Cola im Angebot.